# Cryptocarya alseodaphnifolia
Cryptocarya alseodaphnifolia är en lagerväxtart som beskrevs av André Joseph Guillaume Henri Kostermans. Cryptocarya alseodaphnifolia ingår i släktet Cryptocarya och familjen lagerväxter. Inga underarter finns listade i Catalogue of Life.